# Nesenitz
Nesenitz ist ein Ortsteil der Stadt Klötze im Altmarkkreis Salzwedel in Sachsen-Anhalt.

## Geographie
Nesenitz, ursprünglich ein Sackgassendorf mit Kirche, liegt 3,5 Kilometer nordwestlich von Klötze und hat heute die Form eines Straßendorfes. Es untergliedert sich in einen nördlichen Teil, das Unterdorf und einen südlichen Teil, das Oberdorf. Die Bauweisen unterscheiden sich in den Dorfteilen. Während im Oberdorf die Gehöfte einzeln stehen, grenzen die Gehöfte im Unterdorf direkt aneinander.

## Geschichte

### Mittelalter bis Neuzeit
Eine erste urkundliche Erwähnung erfolgte am 7. August 1348 als Nesenitz. Nach dieser Urkunde überlässt Markgraf Ludwig von Wittelsbach Abgaben, unter anderem auch von Neselitz, der Familie von der Schulenburg aus Beetzendorf. Später tritt der Markgraf sämtliche Rechte an Nesenitz der Familie von der Schulenburg ab. Aus einer Teilung der schulenburgschen Güter im Jahr 1444 ergibt sich, dass zu diesem Zeitpunkt der Ort je zur Hälfte an die Familien von Kracke und von Flügge verpachtet war. Die Familie von Kracke war zumindest bis 1688 im Ort aktiv. Die Familie von Flügge gab ihr Afterlehen während des Dreißigjährigen Kriegs an die von der Schulenburgs zurück. Die Einweihung der Dorfkirche Nesenitz erfolgte 1489. Die zur Einweihung gepflanzte Linde stürzte im August 1956 bei einem Sturm um.
Das Schicksal des Ortes während des Dreißigjährigen Kriegs ist nicht geklärt. Es gibt Berichte über eine Zerstörung im Jahr 1637. Andere Berichte sprechen davon, dass der damals von Mooren umgebene Ort nicht betroffen war.
1806 hielten sich im Ort napoleonische Truppen auf. 1850 soll in der Gemarkung des Ortes der vorerst letzte Wolf der Region gesehen worden sein. Er soll bis Wolfsburg gejagt und dort erlegt worden sein.
Die Anlage des Dorfes hat sich im Laufe des 19. Jahrhunderts deutlich verändert. Ursprünglich erstreckte sich Nesenitz nur nördlich der Kirche in Form eines Hufeisens als slawisches Rundlingsdorf. Aufgrund der dort ungünstigen feuchten Bodenverhältnisse verlagerten die Bauern im 19. Jahrhundert nach und nach ihre Höfe in den Bereich südlich der Kirche. Es entstand das noch heute bestehende Erscheinungsbild eines Straßendorfs.

### Herkunft des Ortsnamens
Der Ortsname ist slawischen Ursprungs und könnte übertragen Dorf in der Niederung oder im Wiesengrund bedeuten. Franz Mertens führt als Wortstamm neiz oder nez auf, für Niederung oder Niederdorf.

### Eingemeindungen
Bis 1807 gehörte das Dorf zum Salzwedelischen Kreis der Mark Brandenburg in der Altmark. Danach lag es ab 1807 im Kanton Klötze und ab 1808 bis 1813 im Kanton Jübar auf dem Territorium des napoleonischen Königreichs Westphalen. Ab 1816 gehörte die Gemeinde zum Kreis Salzwedel, dem späteren Landkreis Salzwedel.
Am 15. Juni 1950 wurde die Gemeinde Nesenitz in den Landkreis Gardelegen umgegliedert. Am 25. Juli 1952 kam sie dann zum Kreis Klötze. Bis 1972 blieb Nesenitz dann eine selbständige Gemeinde und wurde schließlich am 1. Januar 1973 nach Klötze eingemeindet.

### Einwohnerentwicklung
| Jahr | Einwohner |
| ---- | --------- |
| 1734 | 065       |
| 1774 | 095       |
| 1789 | 092       |
| 1798 | 073       |
| 1801 | 074       |
| 1818 | 125       |
| 1840 | 120       |
| 1864 | 091       |

| Jahr | Einwohner |
| ---- | --------- |
| 1871 | 102       |
| 1885 | 094       |
| 1892 | [0]100    |
| 1895 | 088       |
| 1900 | [0]092    |
| 1905 | 081       |
| 1910 | [0]111    |
| 1925 | 108       |

| Jahr | Einwohner |
| ---- | --------- |
| 1933 | 099       |
| 1939 | 097       |
| 1946 | 157       |
| 1964 | 096       |
| 1971 | 090       |
| 2017 | [00]043   |
| 2018 | [00]050   |
| 2020 | [00]048   |

| Jahr | Einwohner |
| ---- | --------- |
| 2021 | [00]55    |
| 2022 | [0]64     |
| 2023 | [0]59     |

Quelle, wenn nicht angegeben, bis 1971:

## Religion
Die evangelische Kirchengemeinde Nesenitz, die früher zur Pfarrei Ristedt gehörte, wird heute betreut vom Pfarrbereich Klötze im Kirchenkreis Salzwedel im Bischofssprengel Magdeburg der Evangelischen Kirche in Mitteldeutschland.

## Bauwerke und Denkmäler

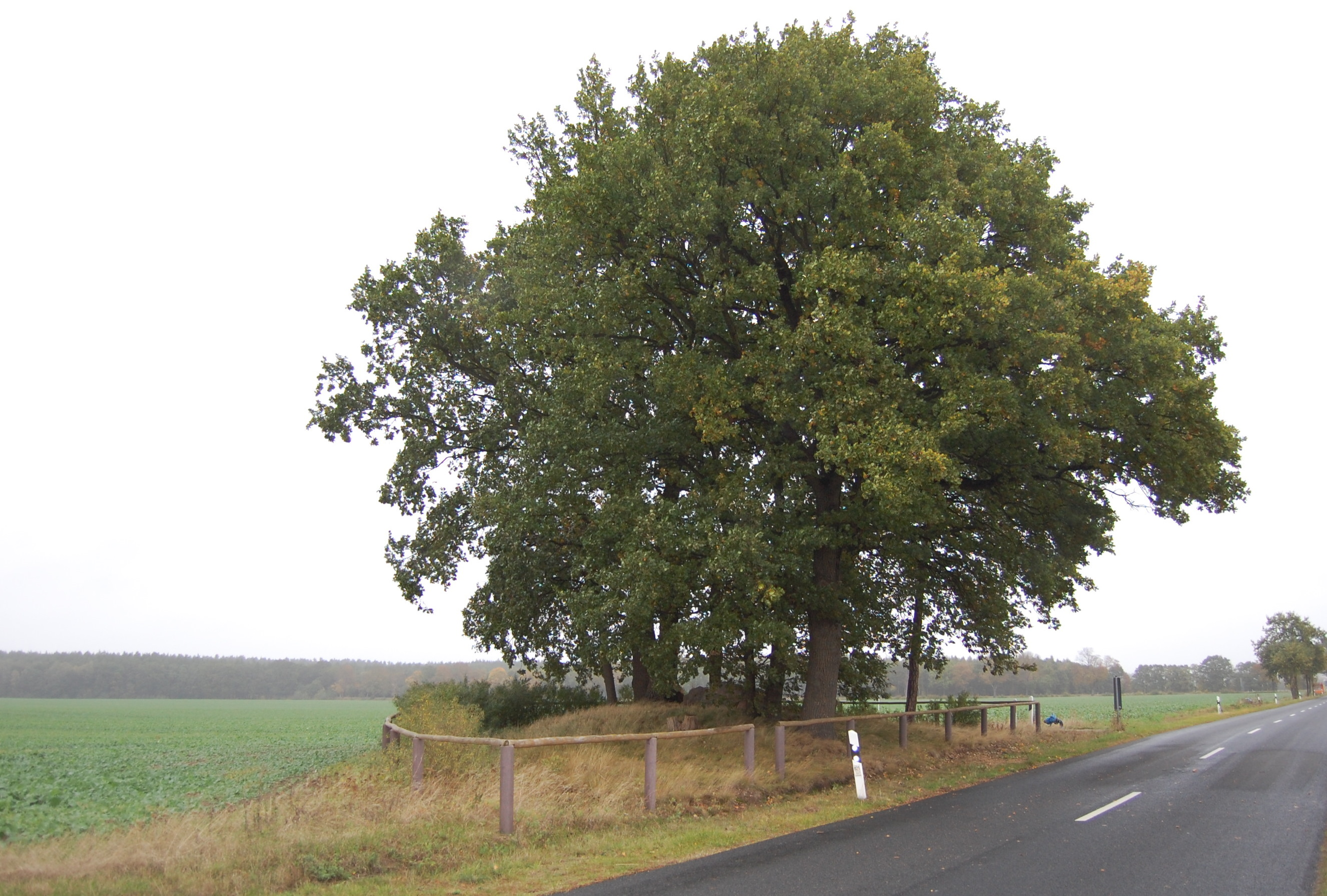
Großsteingrab östlich des Dorfes

- Östlich des Dorfes befindet sich mit dem Großsteingrab Nesenitz eine prähistorische Grabanlage.
- Die evangelische Dorfkirche Nesenitz, gehört zu den sogenannten verkehrten Kirchen der Altmark, da sich der Kirchturm auf der falschen, nämlich östlichen Seite befindet.